# Apostolisches Vikariat Ava und Pegù
Das Apostolische Vikariat Ava und Pegù (lat.: Apostolicus Vicariatus Ava et Pegu) war ein in Myanmar gelegenes römisch-katholisches Apostolisches Vikariat mit Sitz in Ava. 

## Geschichte
Das Apostolische Vikariat Ava und Pegù wurde 1741 durch Papst Benedikt XIV. aus Gebietsabtretungen des Bistums São Tomé von Meliapore errichtet. 1856 wurde das Apostolische Vikariat Ava und Pegù durch Papst Pius IX. in Apostolisches Vikariat Burma umbenannt. Das Vikariat wurde am 27. November 1866 aufgelöst und das Territorium wurde auf die neuerrichteten Apostolischen Vikariate Zentralburma, Südwestburma und Ostburma aufgeteilt.

## Apostolische Vikare von Ava und Pegù
- Pio Gallizia B, 1741–…
- Paolo Antonio Nerini B, 1753–1756
- Benigno Avenati B, 1764–1765
- Giovanni Percoto B, 1765–…
- Gherardo Cortenovis B, 1778–1780
- Marcello Cortenovis B, 1797–1800
- Frederic Cao SchP, 1830–1841
- Giovanni Domenico Faustino Ceretti OMI, 1842–1846
- Giovanni Antonio Balma OMI, 1848–1855